# Nomada lathburiana
Nomada lathburiana là một loài Hymenoptera trong họ Apidae. Loài này được Kirby mô tả khoa học năm 1802.

## Hình ảnh

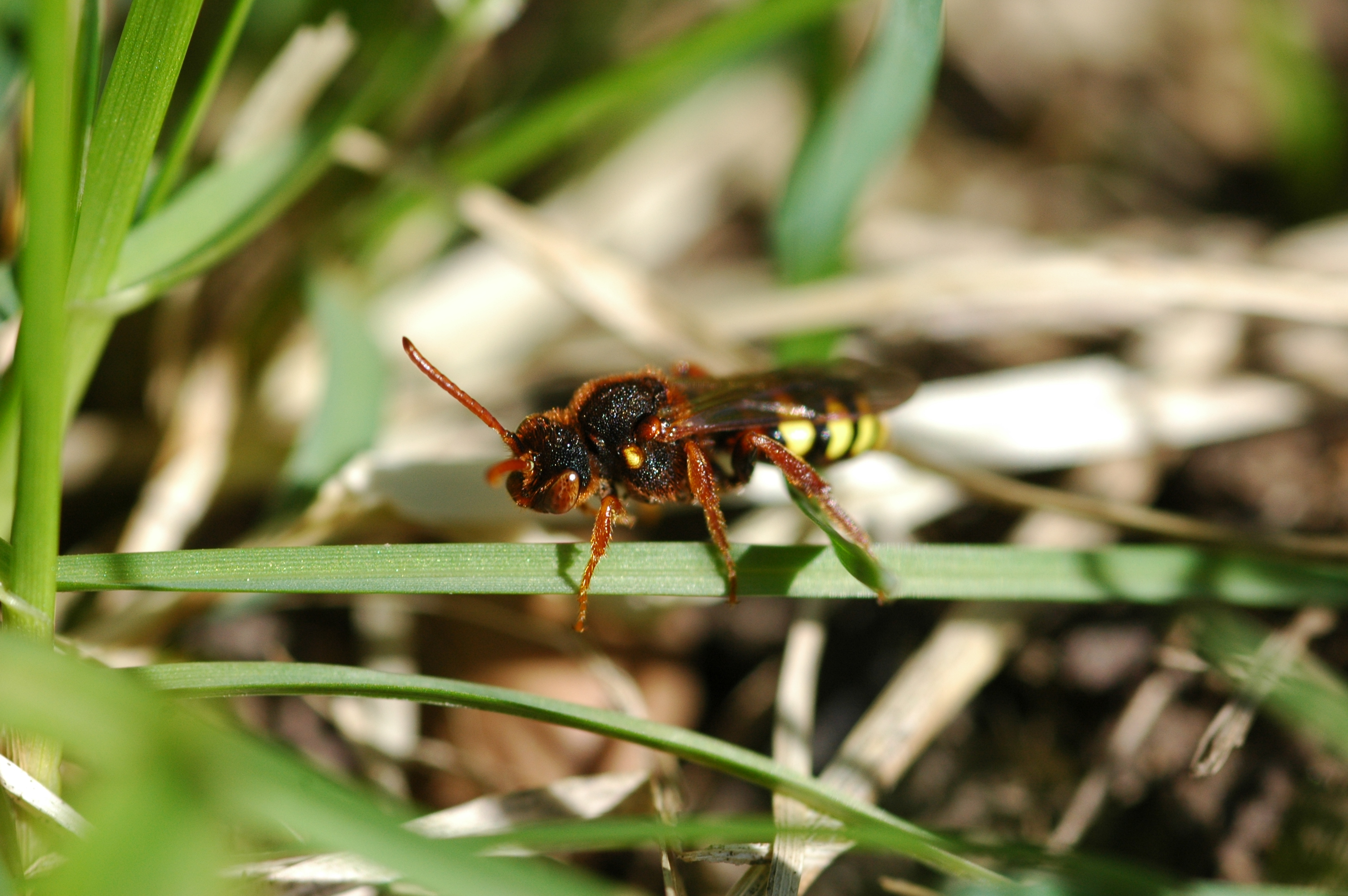
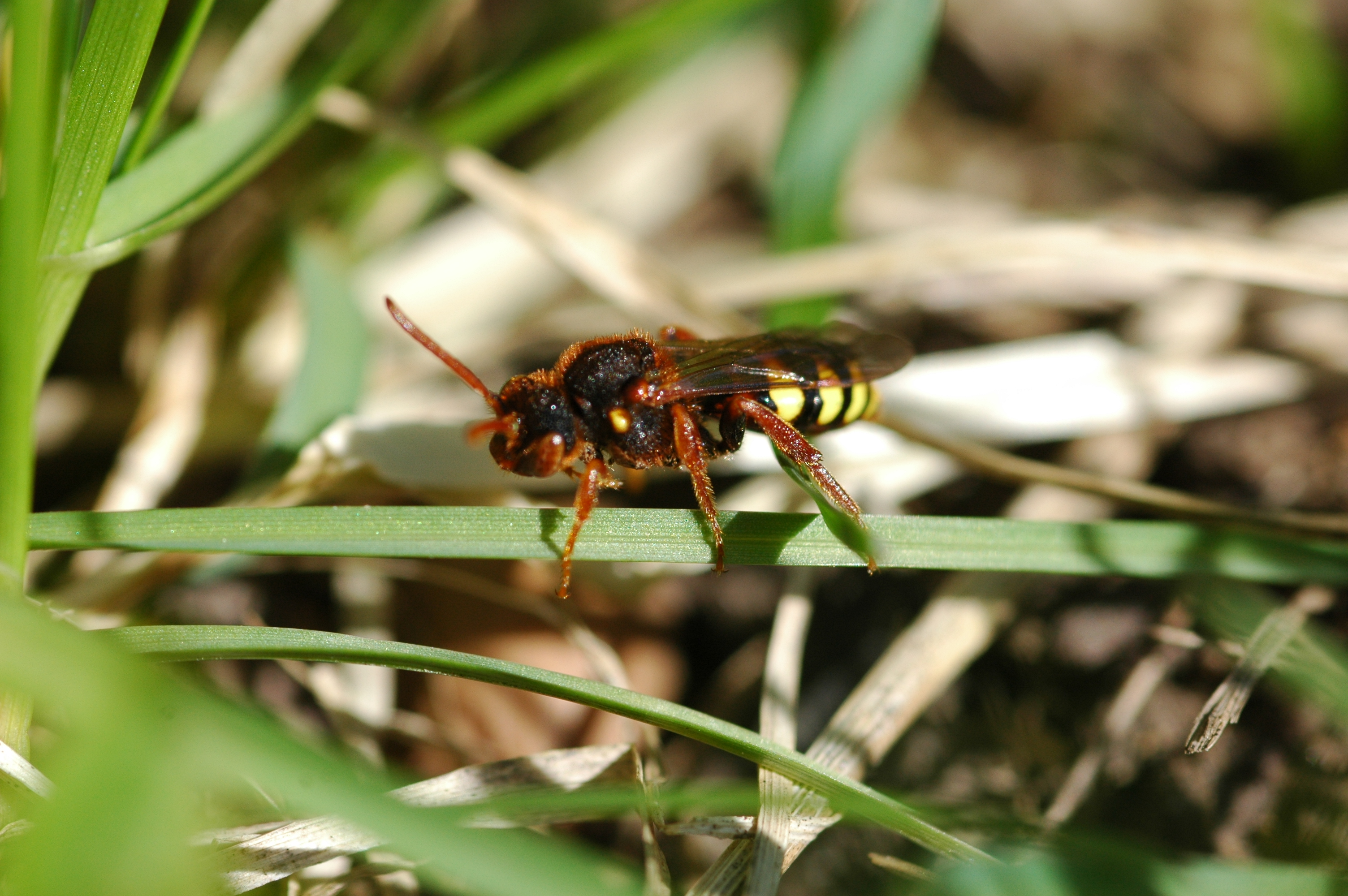
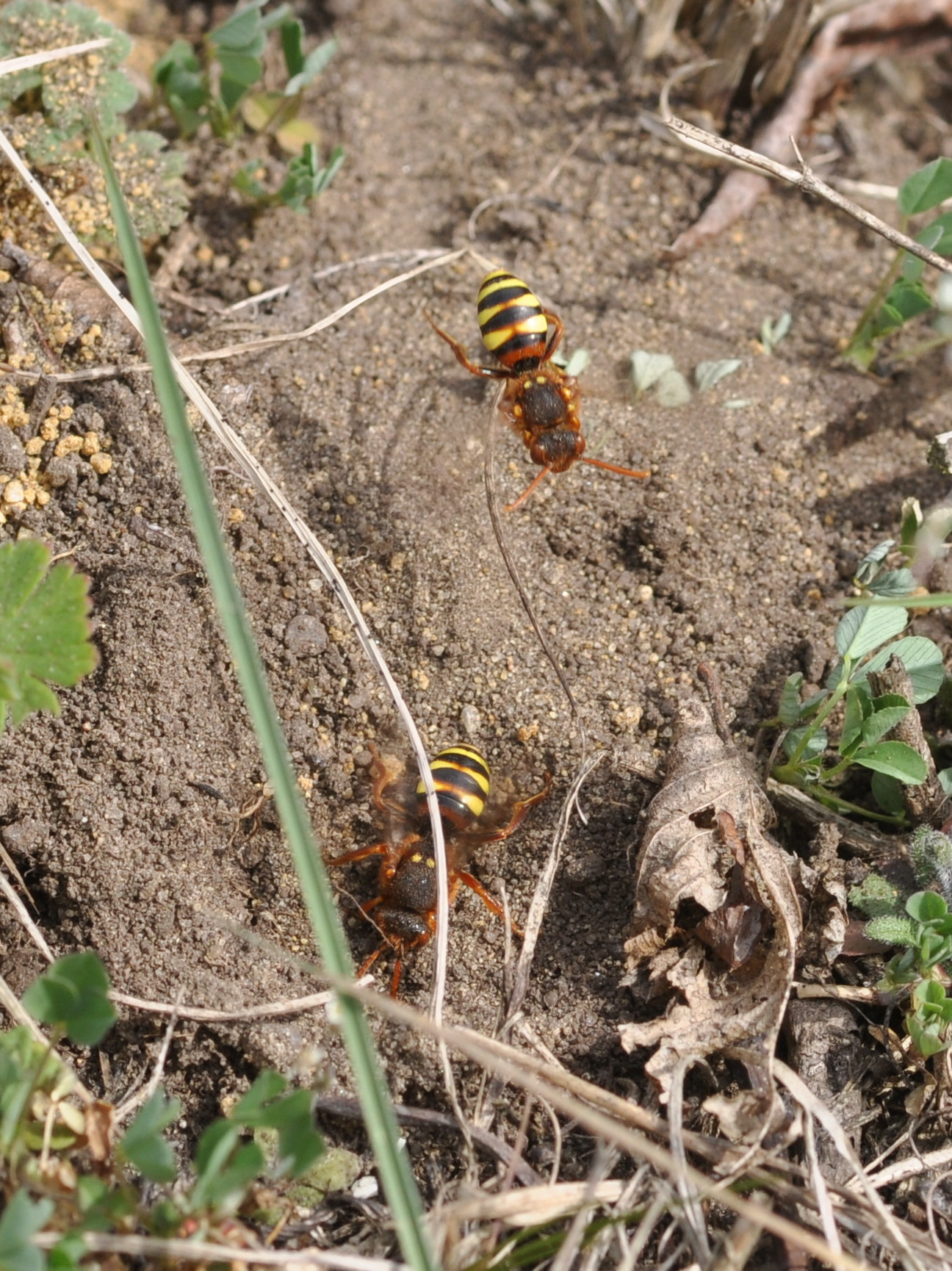
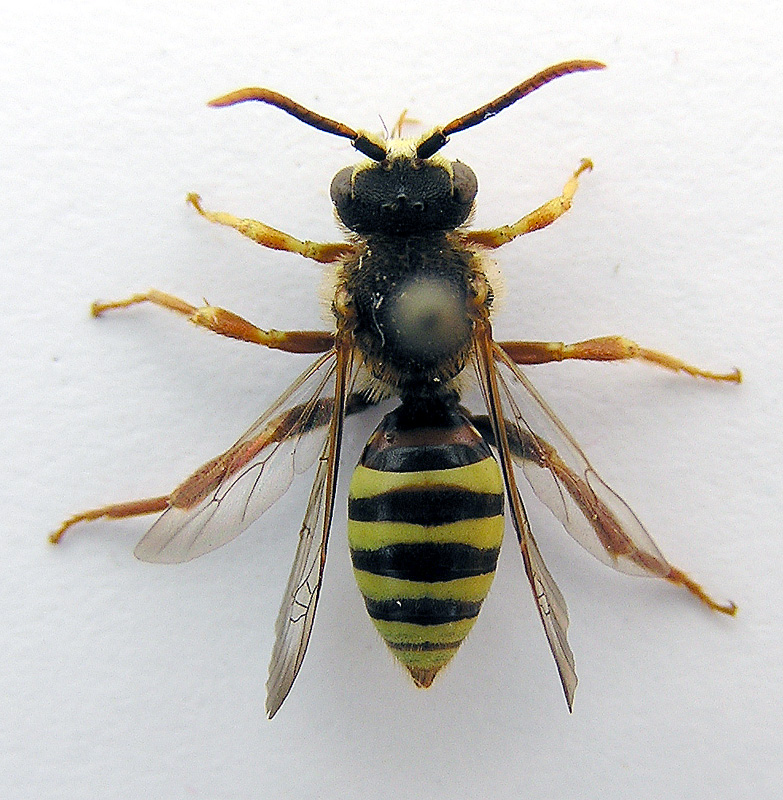